# نملاوات وحشية
النملاوات الوحشية (الاسم العلمي:Agroecomyrmecinae) هي أسرة من الحشرات تتبع فصيلة النمل من رتبة غشائيات الأجنحة.

## التصنيف
- النملاوية العاضة
  - النمل الوحشي